# Michael Hernandez
Pour les articles homonymes, voir Hernandez.
Michael Hernandez, né le 17 juin 1997 à Orlando (Floride), est un coureur cycliste américain.

## Biographie
Michael Hernandez est né le 17 juin 1997 à Orlando (Floride), au sein d'une famille d'ascendance hispanique. D'abord pratiquant de baseball et de football à partir de l'âge de 12 ans, il passe ensuite au triathlon, avant de choisir le cyclisme.
Lors de la saison 2014, il se révèle au plus haut niveau par une deuxième place sur la première étape du Grand Prix Rüebliland, manche de la Coupe des Nations Juniors. L'année suivante, il se classe deuxième des classements par points et de la montagne au Trofeo Karlsberg. Il connaît également le succès aux Etats-Unis en obtenant plusieurs victoires sur des courses de première catégorie.
Il commence sa carrière espoir en 2016 avec l'équipe continentale américaine Aevolo. Bon sprinteur, il s'impose sur les championnats de Floride et termine deuxième du critérium espoirs aux championnats des États-Unis, d'une étape du Grand Prix cycliste de Saguenay et du Sunny King Criterium.
Pour 2017, il rejoint la nouvelle équipe continentale américaine Aevolo, composée uniquement de coureurs de moins de 23 ans. Au sprint, il se classe notamment 4e, 6e et 9e d'étapes au Tour d'Alberta, épreuve de classe 1 où sont présentes plusieurs équipes de haut niveau.

## Palmarès et résultats

### Palmarès par année
- 2014
  - 3e de l'Omloop der Vlaamse Gewesten
- 2016
  - Championnat de Floride sur route
  - 2e du Sunny King Criterium
  - 2e du championnat des États-Unis du critérium espoirs
- 2017
  - 1re étape du Tour Alsace (contre-la-montre par équipes)
- 2018
  - Pinellas Park Circuit Race
- 2019
  -  Champion des États-Unis du critérium espoirs
  - Pinellas Park Circuit Race
- 2020
  - Championnat de Floride
  - 1re étape du Tour de Floride du Sud
  - 2e (contre-la-montre) et 3e étapes de la Chain of Lakes Cycling Classic
  - 1re étape de la Great American Road Race
  - 2e du Tour de Floride du Sud
- 2021
  - 2e et 3e épreuves des Ziel Winter Series
  - 2e du Sunny King Criterium
- 2022
  - Ziel Winter Series :
    - Classement général
    - 4e épreuve

  - 1re étape du Tour de Floride du Sud
  - 5e étape de la Vuelta a la Independencia Nacional
  - 2e du Tour de Floride du Sud
- 2023
  - 2e épreuve des Corratec Rosewood Series

### Classements mondiaux
| Année            | 2016 |
| ---------------- | ---- |
| UCI America Tour | 514e |